# Way Galih
Way Galih is een bestuurslaag in het regentschap Lampung Selatan van de provincie Lampung, Indonesië. Way Galih telt 6575 inwoners (volkstelling 2010).